# Quelque chose à te dire
Quelque chose à te dire is een Franse dramafilm onder regie van Cécile Telerman, die werd uitgebracht in 2009.

## Verhaal
De familie Celliers is een gewone familie: alle familieleden zijn helemaal gek. Moeder Mady is in de zestig en brengt het grootste deel van haar tijd thuis door met praten over de verschrikkingen van haar twee dochters en haar man Henry. Henry is een voormalig directeur die na zijn pensionering niet meer weet wat te doen. Zoon Antoine is een ondernemer die geen bedrijf kan leiden en gaat failliet. Zijn zus Alice schildert tussen twee abortussen door dwangmatig depressieve drugsverslaafde Madonna's. Zus Annabelle is een verpleegster op de afdeling intensieve zorg en probeert wanhopig haar dierbaren te redden door met kaarten de toekomst te voorspellen. Mede onder invloed van gebeurtenissen uit het verleden verschuiven ondertussen de familierelaties.

## Rolverdeling
- Charlotte Rampling als Mady Celliers
- Patrick Chesnais als Henry Celliers
- Mathilde Seigner als Alice Celliers
- Sophie Cattani als Annabelle Celliers
- Pascal Elbé als Antoine Celliers
- Olivier Marchal als Jacques de Parentis
- Kerian Mayan als Yann Celliers
- Marina Tomé als Béatrice Celliers
- Gwendoline Hamon als Valérie de Parentis
- Laurent Olmedo als Christian Meynial
- Jérôme Soubeyrand als Nicolas Duval
- Nathalie Cerda als advocaat
- Erick Desmarestz als voorzitter van de ondernemingskamer van de rechtbank
- Arnaud Gidoin als Hidalgo, de dealer
- Nicky Marbot als Papon
- Olivier Claverie als hoofdcommissaris